# 2015 au Manitoba
Chronologie du Manitoba
- 2011
- 2012
- 2013
- 2014
- 2015
- 2016
- 2017
- 2018
- 2019

Cette page concerne des événements d'actualité qui se sont produits durant l'année 2015 au Manitoba, une province canadienne.

## Politique
- Premier ministre : Greg Selinger (NPD)
- Chef de l'Opposition : Brian Pallister (Parti progressiste-conservateur)
- Lieutenant-gouverneur : Philip Lee puis Janice Filmon
- Législature : 40e (en)

## Événements
- 25 février : Une maison a été détruite par le feu à proximité de Kane, qui est à environ 25 km à l'ouest de Morris (en). Environ quatre enfants de moins de 15 ans ont été tués dans l'incendie[1].
- 8 mars : Greg Selinger est réélu (en) chef du Nouveau Parti démocratique du Manitoba avec 50,93 % du vote lors du deuxième tour face à son adversaire et député de la Rivière-Seine Theresa Oswald (en).

## Décès
- 30 décembre : Howard Pawley, premier ministre du Manitoba.